# パク・ウヌ
パク・ウヌ（朝: 박은우、英: Park Eun-ooh、1990年3月30日 - ）は、韓国・大田広域市出身の歌手、音楽作家。

## 略歴
2007年にXenoと言う芸名でデビューを果たし、アルバム「Seventeen Xeno」を発行した。2008年3月新曲「Who are you? sexy My Boy」の演出で男らしい女性と評判されたが、同年5月に淑やかな美少女姿で公演を行い、韓国中を沸き立たせた。韓国のネット上では「Xenoの逆襲」と呼ばれてた。
2012年に韓国ドラマ紳士の品格でOST「Everyday」を録音した。
2018年現在にかけて、作詞家及び作曲家として活動し続いている。

## 音楽作品

### シングル
- 니가 뭔데- 2007年7月20日
- Who are you? sexy my boy! - 2008年3月7日
- 내게 다시 - 2008年6月23日
- 우리아이 - 2013年3月15日

### サウンドトラック
- 紳士の品格 OST - "Everyday" - 2012年6月3日

### アルバム
- Seventeen Xeno - 2007年9月20日